# O Assassínio de Inês de Castro (Briullov)
O Assassínio de Inês de Castro (em russo:  Смерть Инессы де Кастро) é uma pintura a óleo sobre tela do pintor russo Karl Briullov, datada de 1834 e que se encontra actualmente no Museu Estatal Russo  em São Petersburgo.
A pintura representa o acontecimento histórico ocorrido em 7 de janeiro de 1355, quando o rei D. Afonso IV concordando com as opiniões dos seus conselheiros autorizou que três nobres  fossem ao paço de Santa Clara, em Coimbra, onde assassinaram Inês de Castro, que vivia com o infante D. Pedro.
Karl Briullov (1799-1852) foi um dos primeiros pintores russos que recebeu reconhecimento internacional sendo considerado uma figura de transição entre o neoclassicismo e o romantismo russo.

## Descrição
Briulluov coloca Inês desesperada de joelhos com dois filhos agarrados a ela rodeada por três nobres que empunham todos um punhal. Aguardam a decisão final do Rei que é a outra personagem presente.
Inês e as duas crianças estão iluminadas por um forte foco de luz dando a claridade a ideia da inocência. Por oposição, os outros personagens estão definidos em tons escuros o que dá a ideia de maldade o que é reforçado pelas suas expressões.
Inês está com vestes reduzidas, ao contrário dos homens que a rodeiam, o que nos leva a pensar que foi completamente surpreendida, provavelmente arrancada da cama, que se vê ao fundo, não tendo tido oportunidade de se apresentar perante estranhos ao nível do seu estatuto, como ainda esposa do futuro rei.
O Rei, que ainda parece ponderar qual a melhor decisão, acabará por não aceder ao pedido de clemência de Inês.

## Fundamento histórico
Inês de Castro era filha de um dos fidalgos poderosos do Reino de Castela e veio para Portugal como aia de D. Constança Manuel quando do casamento desta com o então infante herdeiro Pedro I de Portugal.
Mas D. Pedro viria a apaixonar-se por Inês. O romance foi mal aceito, tanto na corte como pelo povo, e D. Afonso IV mandou exilar D. Inês para Castela.
No entanto, a distância não apagou o amor entre Pedro e Inês, e após a morte de Constança, ao dar à luz o futuro rei D. Fernando I de Portugal, D. Pedro, contra a vontade do pai, fez com D. Inês regressasse passando a viver juntos, o que provocou grande desavença entre o rei e o infante.
D. Afonso IV tentou casar o filho com uma dama de sangue real o que não foi aceite por Pedro. E fruto da sua vida em comum, Inês teve quatro filhos de Pedro: Afonso, em 1346 (que morreu pouco depois de nascer), Beatriz em 1347, João em 1349 e Dinis em 1354.
Terá ocorrido então o boato de que os Castros conspiravam para assassinar o infante herdeiro D. Fernando, de modo a que subisse ao trono o filho mais velho de Inês de Castro, o que levou o Rei e o seu Conselho a decidir pelo assassínio desta, o que veio a acontecer a 7 de Janeiro de 1355.